# نیلوفر آبی ببری
 نیلوفر آبی ببری(نام علمی: Nymphaea lotus) نام یک گونه از سرده نیلوفر آبی است.